# Magny-le-Désert
Magny-le-Désert is een gemeente in het Franse departement Orne (regio Normandië). De plaats maakt deel uit van het arrondissement Alençon. Magny-le-Désert telde op 1 januari 2022 1.386 inwoners.

## Geografie
De oppervlakte van Magny-le-Désert bedroeg op 1 januari 2022 33,34 vierkante kilometer; de bevolkingsdichtheid was toen 41,6 inwoners per km². In het zuiden van de gemeente ligt de beboste heuvelrug Andaines.

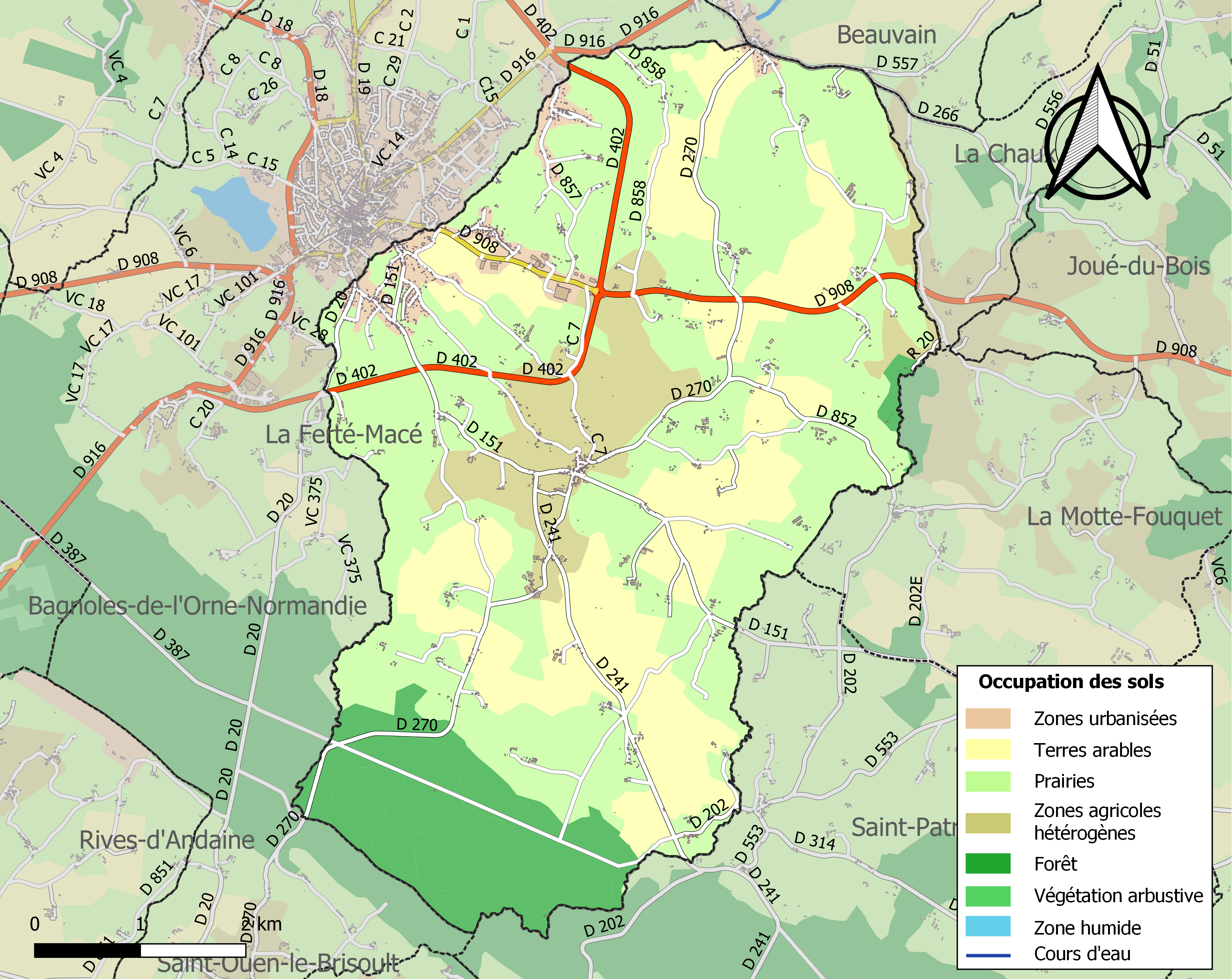
Kaart van de gemeente met belangrijkste infrastructuur, bodemgebruik en omliggende gemeenten

## Demografie
Onderstaande figuur toont het verloop van het inwonertal (bron: INSEE-tellingen).